# Kenéz
Kenéz est un village de Hongrie, situé dans le département de Vas. Lors du recensement de 2008, il y avait 283 habitants.